# Motorola Solutions
Motorola Solutions, Inc. (NYSE: MSI) er en amerikansk telekommunikationsvirksomhed, der producerer udstyr og software til, video og mobiltelefoni. Virksomheden efterfulgte Motorola, efter der blev foretaget et spin-off til Motorola Mobility i 2011. De har hovedkvarter i Chicago, Illinois.
Motorola Solutions blev etableret 4. januar 2011. I april 2011 solgte Motorola Solutions deres mobiltelefoniinfrastruktur-division til Nokia Siemens Networks for 975 mio. $.